# Сейбрук (колонія)
«Колонія Сейбрук» (англ. Saybrook Colony) — англійська колонія в Північній Америці, що існувала в 1635–1644 роках.
У 1632 році Вільям Финнес, 1-й віконт Сей-енд-Сил і Роберт Гревілл, 2-й барон Брук разом з ще десятком учасників отримали від графа Уоріка і Компанії Нової Англії патент на більшу смугу землі біля річки Коннектикут. Вони призначили Джона Уінтропа-молодшого (сина губернатора Колонії Массачусетської затоки Джона Уінтропа, який у 1634 році прибув в Англію, губернатором цих земель. Повернувшись в 1635 році в Америку, Уінтроп-молодший побудував з допомогою інженера Лайона Гардінера форт у гирлі річки Коннектикут, який назвав «Сейбрук» на честь власників.
У 1639 році як представник власників патенту у форт Сейбрук прибув Джордж Фенвік, який став губернатором. У зв'язку з початком в 1640-х роках громадянської війни в Англії англійські власники патентів втратили інтерес до заморських операціями, і в 1644 році за їх дорученням Фенвік продав колонію Сейбрук владі колонії Коннектикут.
Шаблон:Коннектикут